# Orchestia kosswigi
Orchestia kosswigi is een vlokreeftensoort uit de familie van de Talitridae. De wetenschappelijke naam van de soort is voor het eerst geldig gepubliceerd in 1949 door Ruffo.